# 혁명전사광장

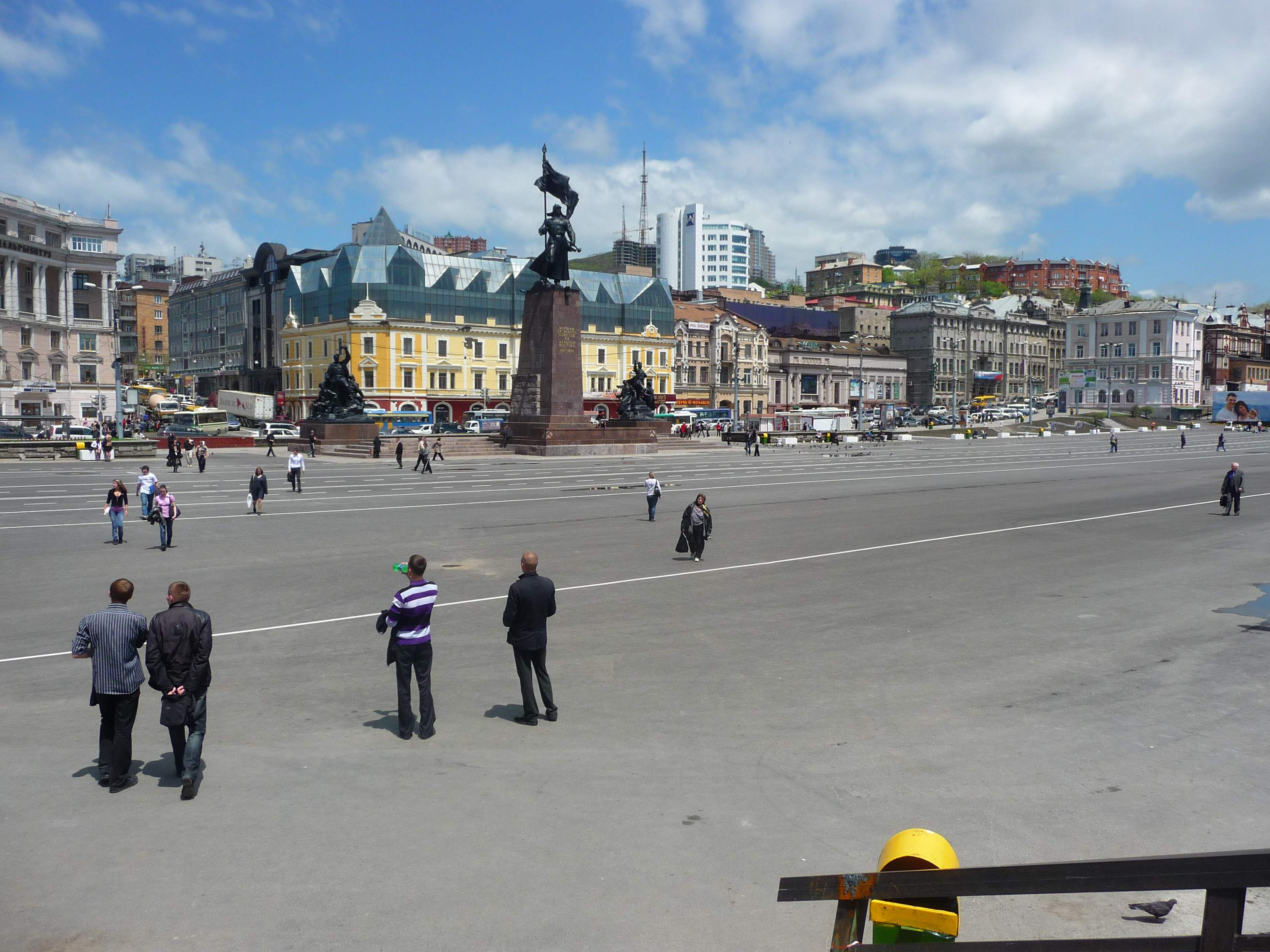
혁명전사광장

혁명전사광장(러시아어: Площадь Борцов Революции)은 러시아 블라디보스토크에 있는 광장이다.
이 광장과 그 주변은 19세기부터 21세기에 걸쳐 서서히 발전해 왔다. 1917년부터 1922년에 연해준주에서 소련 권력을 수립하기 위해 활약한 혁명가, 전사에게 경의를 표하며, 1964년에는 현재의 정식 명칭을 얻었다. 때때로 '소련 권력을 위한 투사의 광장'이라 불리기도 하는데, 이 광장에는 극동의 소련 권력을 위한 전사 기념비가 있기 때문이다.
이 광장은 스베틀란스카야 거리와 프리모르스키 거리의 교차로에 있으며, 길이는 약 300m, 폭은 150m의 불규칙한 사변형이다. 광장의 서쪽, 북쪽, 동쪽에는 역사적 또는 현대적인 행정, 상업, 종교적 건축물이 접해 있다. 남쪽에서는 금각만의 파노라마를 바라볼 수 있다.